# Crocifisso di Rimini

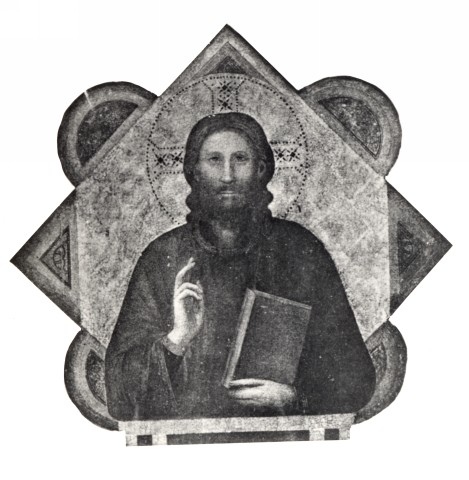
Il Redentore, in collezione privata londinese

Il Crocifisso di Rimini è un dipinto a tempera e oro su tavola (430x303 cm) attribuito a Giotto, databile al 1301-1302 circa e conservato nel Tempio Malatestiano di Rimini.

## Storia
Opera dimenticata per diversi secoli, fu citata solo a partire dagli anni sessanta dell'Ottocento nelle guide alla città. Fu restaurata nel 1934 ed assegnata quello stesso anno a Giotto da Roberto Longhi. L'anno seguente venne esposto alla "Rassegna di Rimini" come opera di "pittore locale intorno al 1310-15" (Brandi, 1935). Nel 1937 il Crocifisso fu esposto alla mostra fiorentina su Giotto. In questa sede l'attribuzione al maestro fiorentino fu confermata da Beenken e Coletti, ma non accolta da van Marle, Salmi, Suida (1935-37), Sinibaldi (1941-42), i quali si orientarono per un allievo riminese di Giotto. In seguito si pronunciarono a favore di un'attribuzione a Giotto, Gnudi (1959) e Salvini (1962). 
La croce è giunta  mutila di alcune parti, come la base al piede della croce e i "dolenti" alle estremità dei bracci. Nel 1957 Federico Zeri individuò la cimasa della croce nel Redentore in una collezione privata londinese, ribadendo l'attribuzione a Giotto dell'intera croce, oggi unanimemente accettata da tutti i più eminenti studiosi.
Sicura è la presenza del pittore a Rimini, come ricordò anche il contemporaneo Riccobaldo Ferrarese, ma non è chiara la data della sua permanenza. Tuttavia nel suo testo Riccobaldo menziona pitture di Giotto ad Assisi, Rimini e Padova, facendo ritenere che il soggiorno a Rimini seguì quello di Assisi (intorno al 1290-1297) e precedette quello di Padova (1303-1305). 
L'analisi stilistica dell'opera permette di post-datare il crocifisso dopo quello di Santa Maria Novella a Firenze, a causa della figura più snella e della stesura pittorica più morbida e fusa in quello riminese, in sintonia con le opere del periodo Padovano. L'aria mesta ma non drammatica del volto di Cristo indicano tuttavia che l'opera fu precedente al crocifisso di Padova e ai successivi, dove il Cristo ha un volto più sofferente. Anche il numero delle decorazioni a semicerchio o quarto di cerchio sugli angoli della croce, in numero intermedio tra quelli del tutto assenti a Firenze e i numerosi di Padova o del Crocifisso Ognissanti, permettono di pre-datare il crocifisso di Rimini rispetto a quello di Padova.
Una datazione intorno al 1301-1302 sembra quindi la più corretta ed è oggi accettata dalla maggior parte degli studiosi.
Da questa ricostruzione cronologica si deduce che le pitture nella basilica di San Francesco ad Assisi avevano messo Giotto in luce in tutta l'Italia, venendo richiesto spesso dai Frati Minori di tutta la penisola. In quegli anni dipinse le Stigmate di San Francesco per i Francescani di Pisa e, mentre si recava Padova, si fermò a Rimini dove soggiornò presso i frati locali, che avevano la loro chiesa in quello che poi, nel Quattrocento, divenne il Tempio Malatestiano. Qui dovette realizzare alcuni affreschi, oggi del tutto perduti.
La Croce e probabilmente altre opere perdute furono la scintilla che vide nascere, negli anni immediatamente successivi, la fiorente scuola riminese, una delle più importante scuole giottesche.

## Descrizione e stile
Cristo è raffigurato sulla croce sagomata abbandonato al peso del corpo, con il capo reclinato, gli occhi chiusi, l'espressione affaticata e sofferente ma dignitosa, il corpo magro, le gambe protese in avanti con le ginocchia e i piedi inchiodati a un unico chiodo. I tabelloni ai lati di Cristo sono occupati da decorazioni geometriche che simulano preziosi tessuti mentre in alto, su sfondo rosso, si trova un'iscrizione estesa dell'INRI. Gocce e rivoli di sangue escono dalle ferite, stimolando la partecipazione del fedele alle sofferenze di Cristo. L'aureola sporgente non appare al di sotto delle spalle, creando una curiosa mezzaluna.
La figura, restaurata più volte, presenta una stesura pittorica più dolce e modulata della Croce di Santa Maria Novella, con passaggi di colore più fusi, che verranno ripresi dalla scuola locale. Forte è la luce, che stacca nettamente la figura dallo sfondo piatto, evidente soprattutto nelle braccia, di straordinaria resa anatomica, e nel busto, mentre più scolorite sono le gambe, coperte per metà da un perizoma trasparente, come già aveva fatto Cimabue.
Il corpo snello ha perso la possanza della croce di Santa Maria Novella, anticipando lo stile padovano dell'artista. L'espressione del volto è mesta, ma dignitosa, e non ha ancora nulla della spiccata drammaticità dei successivi crocifissi di Padova, Louvre, Ognissanti e san Felice in Piazza a Firenze, attribuiti a Giotto o alla sua scuola.